# Julius Korir
Julius Korir (* 21. April 1960 im Nandi District) ist ein ehemaliger kenianischer Langstreckenläufer und Olympiasieger im 3000-Meter-Hindernislauf.

## Biografie
Internationale Aufmerksamkeit erlangte er 1982, als er bei den Commonwealth Games überraschend die Goldmedaille im 3000-Meter-Hindernislauf gewann. Im darauffolgenden Jahr steigerte er seine Bestleistung, wurde aber bei den Weltmeisterschaften 1983 in Helsinki lediglich Siebter. Als er bei den Olympischen Spielen 1984 in Los Angeles sein Halbfinale gewann, galt Korir als einer der Favoriten auf den Sieg. Im Finalrennen zog er eine halbe Runde vor dem Ziel unaufhaltsam davon und gewann die Goldmedaille.
Wegen einer Verletzung verpasste Korir die gesamte Saison 1985. Danach wurde er in seiner Spezialdisziplin von jüngeren Läufern aus dem Nationalteam verdrängt.
Julius Korir besuchte die Kaptumo Secondary School in Kapsabet und begann im Winter 1983 mit einem Studium an der Washington State University.

## Persönliche Bestzeiten
- 2000 m Hindernis: 5:20,25 min, 19. Juli 1986, Birmingham
- 3000 m Hindernis: 8:11,80 min, 10. August 1984, Los Angeles
- 3000 m: 7:48,90 min, 22. Juli 1986, Paris
- 5000 m: 13:38,7 min, 26. Juni 1983, Lapinlahti